# Nazzareno Zamperla
Nazzareno Zamperla, Pseudonym Nick Anderson (* 25. April 1937 in Treviso; † 19. März 2020 in Rom) war ein italienischer Schauspieler und Stuntman.

## Leben
Zamperla kam 1949 nach Rom und arbeitete in den 1950er und 1960er Jahren zunächst vor allem als Stuntman. Sein Arbeitsschwerpunkt lag hierbei auf dem Sandalenfilm. In den 1960er und 1970er Jahren mehrten sich seine Auftritte als Schauspieler vor der Kamera, und sein Fokus verlagerte sich auf Westernproduktionen, wobei er auch als Nick Anderson spielte und oftmals die Aufgabe des Waffenmeisters übernahm.

## Filmografie (Auswahl)
- 1962: Tiger der Meere (La tigre dei sette mari)
- 1962: Zorro gegen Maciste – Kampf der Unbesiegbaren (Zorro contro Maciste)
- 1962: Zorros Heimkehr und Rache (Zorro alla corte di Spagna)
- 1964: Der Größte der Gladiatoren (Il magnifico gladiatore)
- 1964: Samson gegen die Korsaren des Teufels (Sansone contro il Corsaro nero)
- 1964: Der stärkste Mann der Welt (Il trionfo di Ercole)
- 1965: Ein Loch im Dollar (Un dollaro bucato)
- 1965: Eine Pistole für Ringo (Una pistola per Ringo)
- 1966: Rocco – der Mann mit den zwei Gesichtern (Sugar Colt)
- 1966: Die 7 Pistolen des McGregor (7 pistole per i MacGregor)
- 1967: Eine Kugel für Mac Gregor (7 donne per i Mac Gregor)
- 1967: Das Todeslied von Laramie (Sette pistole per un massacro)
- 1968: Der Coup der 7 Asse (Sette volte sette)
- 1969: Hügel der blutigen Stiefel (La collina degli stivali)
- 1971: Der feurige Pfeil der Rache (L’arciere di fuoco)
- 1973: Vier Teufelskerle (Campa carogna… la taglia cresce)
- 1974: Ein Mann schlägt zurück (Il cittadino si ribella)
- 1975: Stetson – Drei Halunken erster Klasse (Il bianco, il giallo, il nero)
- 1976: Zwiebel-Jack räumt auf (Cipolla Colt)
- 1979: Ein Mann auf den Knien (Un uomo in ginocchio)
- 1983: Thunder (Thunder)